# 薮島朱音
薮島 朱音（やぶしま あかね、2001年7月18日 - ）は、日本の女性声優。神奈川県横浜市出身。アイムエンタープライズ所属。Liella!のメンバー。

## 経歴
中学生の頃、『Fate/stay night』（再放送）に出演していたジャンヌ・オルタ役の坂本真綾に関心を持ち、声優になりたいという思いを持つようになり、中学3年の頃に、中学生でも入れることから日本ナレーション演技研究所に通い始める。学業と並行しながらレッスンを続け、高校を卒業するタイミングで2020年4月に、アイムエンタープライズ所属となる。
2021年に、メディアミックス作品『ラブライブ!スーパースター!!』の2期生オーディションにて合格。2022年、米女メイ役として選出される。

## 人物
趣味として、食べ歩き、バスケットボールや歌、特技としてライフル射撃（レーザー）をそれぞれ挙げている。
弟がいる。
好きな食べ物として、カボチャ、スコーン、ブロッコリーなどを挙げている。
LiSAのファンでライブには毎回行っている。Liella!2期生オーディションを受ける際、彼女のライブが近かったため、髪は赤いイヤリングカラー、赤いネイルで参加しており、後に2期生となる面々からは赤女、ギャルなどと評されていたことが後に語られている。
自身の代表作となる『ラブライブ!シリーズ』との出会いは、中学生の頃に、μ'sのライブダイジェスト映像を見て関心を持ったのがきっかけである。
母親と共に料理教室に通っており、作った料理の写真やエピソードなどを度々公開している。

## 出演
太字はメインキャラクター。

### テレビアニメ
2020年
- ご注文はうさぎですか? BLOOM（女の子）

2021年
- Re:ゼロから始める異世界生活（村人）

2022年
- 明日ちゃんのセーラー服（上級生）
- ラブライブ!スーパースター!!（2022年 - 2024年、米女メイ） - 2シリーズ

2023年
- 自動販売機に生まれ変わった俺は迷宮を彷徨う（2023年 - 2025年、メイ） - 2シリーズ
- うちの会社の小さい先輩の話（保育士）

### ゲーム
- ラブライブ! スクールアイドルフェスティバル（2022年 - 2023年、米女メイ）
- ブラウンダスト（2022年、キマリス[19]）
- ラブライブ! スクールアイドルフェスティバル2 MIRACLE LIVE!（2023年 - 2024年、米女メイ[20]）
- 逆転オセロニア（2025年、ヘリア）

### ドラマCD
- Fairy-AID – フェアリーエイド CDシアター Vol.2 - 4（2021年 - 2022年、姫川縁[21][22][23]）

### ラジオ
※はインターネット配信。
- 薮島朱音の強くなるラジオ（2023年 - 2025年、超!A&G※・ニコニコチャンネル※）

### 朗読劇
- 江戸川乱歩 名作朗読劇『少年探偵団』（2024年、明智文代 他[24][25]）
- SF空想科学朗読劇『宇宙戦争』(2025年[26]）

### その他コンテンツ
- Fairy-AID（2021年 - 、姫川縁〈2代目〉[27]）

## ディスコグラフィ

### キャラクターソング
| 発売日        | 商品名                                           | 歌                 | 楽曲                      | 備考 |
| ------------- | ------------------------------------------------ | ------------------ | ------------------------- | ---- |
| 2022年3月18日 | Fairy-AID – フェアリーエイド CDシアター Vol.4 縁 | 姫川縁（薮島朱音） | 「Dance with my destiny」 |      |

### シリーズ一覧
1. ↑  第2期（2022年）、第3期（2024年）
2. ↑  1st season（2023年）、2nd season（2025年）